# Hope Emerson
Hope Emerson (Hawarden, 29 ottobre 1897 – Hollywood, 25 aprile 1960) è stata un'attrice statunitense.
Nel 1951 ottenne una candidatura all'Oscar alla miglior attrice non protagonista per il film Prima colpa (1950) di John Cromwell.

## Biografia
Nativa dell'Iowa, Hope Emerson si diplomò nel 1916 alla West High School di Des Moines, dopodiché si spostò a New York, dove iniziò a recitare nel vaudeville e ad esibirsi nei nightclub come cantante e pianista, partecipando inoltre a diverse rappresentazioni estive con la St. Louis Municipal Opera.
Il debutto a Broadway avvenne nel 1930 in Lisistrata di Aristofane, messa in scena dal produttore Norman Bel Geddes, in cui la Emerson ebbe il ruolo dell'amazzone Lampito, accanto a Charles Coburn.
Per due decenni l'attrice lavorò con successo sui palcoscenici, diventando celebre negli anni quaranta anche grazie alla pubblicità radiofonica del marchio "Borden Milk", in cui prestò la propria voce al personaggio di "Elsie the Cow". Il debutto nel cinema avvenne solo alla fine del decennio nel poliziesco L'urlo della città (1948), in cui l'attrice, ormai cinquantenne, interpretò Rose Given, la massaggiatrice che tenta di strangolare il protagonista Richard Conte. L'anno successivo recitò nella commedia La costola di Adamo (1949) di George Cukor, con Spencer Tracy e Katherine Hepburn, interpretando il ruolo di Olympia La Pere, un'artista del circo dalla forza non comune, che in una scena solleva in aria proprio Spencer Tracy.
Il fisico imponente e matronale, caratterizzato da una statura di 1 metro e ottantotto centimetri, consentì alla Emerson di continuare a interpretare ruoli di donne energiche e di carattere, come Evelyn Harper, la dura guardiana di una prigione nel drammatico Prima colpa (1950), che le valse una candidatura all'Oscar alla miglior attrice non protagonista. Successivamente fu una delle componenti della carovana di donne in viaggio attraverso l'Ovest per raggiungere gli uomini sposati per procura nel western Donne verso l'ignoto (1951) di William A. Wellman.
Durante gli anni cinquanta l'attrice partecipò anche a diverse commedie come La signora vuole il visone (1953) e Il balio asciutto (1958), privilegiando progressivamente gli impegni televisivi. Tra le sue interpretazioni sul piccolo schermo, sono da ricordare le serie Studio One (1955-1958), Peter Gunn, di cui interpretò 27 episodi nel ruolo della madre (1958-1959), e The Dennis O'Keefe Show, in cui impersonò Amelia Sargent in 32 episodi dal 1959 al 1960.
Colpita da una grave epatopatia, Hope Emerson morì a Hollywood il 25 aprile 1960, all'età di sessantadue anni. Mai sposatasi, non lasciò figli.

## Filmografia

### Cinema
- Object Not Matrimony, regia di Al Christie (1935) - cortometraggio
- L'urlo della città (Cry of the City), regia di Robert Siodmak (1948)
- Quel meraviglioso desiderio (That Wonderful Urge), regia di Robert B. Sinclair (1948) – non accreditata
- Amaro destino (House of Strangers), regia di Joseph L. Mankiewicz (1949)
- I corsari della strada (Thieves' Highway), regia di Jules Dassin (1949)
- La morte al di là del fiume (Roseanna McCoy), regia di Irving Reis (1949)
- La costola di Adamo (Adam's Rib), regia di George Cukor (1949)
- Ho incontrato l'amore (Dancing in the Dark), regia di Irving Reis (1949)
- Prima colpa (Caged), regia di John Cromwell (1950)
- Le frontiere dell'odio (Copper Canyon), regia di John Farrow (1950)
- I filibustieri delle Antille (Double Crossbones), regia di Charles Barton (1951)
- Il mio bacio ti perderà (Belle Le Grand), regia di Allan Dwan (1951)
- Donne verso l'ignoto (Westward the Women), regia di William A. Wellman (1951)
- La signora vuole il visone (The Lady Wants Mink), regia di William A. Seiter (1953)
- Mercato di donne (A Perilous Journey), regia di R.G. Springsteen (1953)
- Il grande incontro (Champ for a Day), regia di William A. Seiter (1953)
- La grande notte di Casanova (Casanova's Big Night), regia di Norman Z. McLeod (1954)
- Carovana verso il sud (Untamed), regia di Henry King (1955)
- I pionieri del Wisconsin (All Mine to Give), regia di Allen Reisner (1957)
- Il forte delle amazzoni (The Guns of Fort Petticoat), regia di George Marshall (1957)
- Il balio asciutto (Rock-a-Bye-Baby), regia di Frank Tashlin (1958)

### Televisione
- Kobb's Corner – serie TV, 1 episodio (1948)
- Doc Corkle – serie TV, 1 episodio (1952)
- I Married Joan – serie TV, 1 episodio (1952)
- Private Secretary – serie TV, 1 episodio (1953)
- Medallion Theatre – serie TV, 1 episodio (1954)
- Schlitz Playhouse of Stars – serie TV, 1 episodio (1954)
- Make Room for Daddy – serie TV, 1 episodio (1955)
- The 20th Century-Fox Hour – serie TV, episodio 1x03 (1955)
- Medic – serie TV, 1 episodio (1956)
- Lux Video Theatre – serie TV, 1 episodio (1956)
- It's a Great Life – serie TV, 1 episodio (1956)
- The Bob Cummings Show – serie TV, 1 episodio (1956)
- The Kaiser Aluminum Hour – serie TV, episodio 1x16 (1957)
- Goodyear Television Playhouse – serie TV, 1 episodio (1957)
- The Red Skelton Show – serie TV, 1 episodio (1958)
- Studio One – serie TV, 3 episodi (1955-1958)
- Playhouse 90 – serie TV, 1 episodio (1958)
- Death Valley Days – serie TV, 1 episodio (1958)
- Peter Gunn – serie TV, 27 episodi (1958-1959)
- General Electric Theater – serie TV, episodio 8x04 (1959)
- The Dennis O'Keefe Show – serie TV, 32 episodi (1959-1960)

## Doppiatrici italiane
- Lola Braccini in Quel meraviglioso desiderio, Prima colpa, I filibustieri delle Antille, La signora vuole il visone
- Maria Saccenti in I corsari della strada, Il mio bacio ti perderà
- Tina Lattanzi in Il forte delle amazzoni, Il balio asciutto
- Giovanna Scotto in Carovana verso il sud
- Alina Moradei in La grande notte di Casanova (ridoppiaggio)

## Riconoscimenti
Premi Oscar 1951 – Candidatura all'Oscar alla miglior attrice non protagonista per Prima colpa